# Kettős házasság
A kettős házasság vagy kétnejűség (közkeletű nevén bigámia) az a bűncselekmény, amelyet az követ el, aki házasságának felbontása nélkül új házasságot köt. A törvény a poligámia bármely formáját tiltja.
A hatályos magyar Büntető Törvénykönyv  szerint: „Aki házasságának fennállása alatt újabb házasságot köt, vagy aki házas személlyel házasságot köt, bűntett miatt három évig terjedő szabadságvesztéssel büntetendő.”

## A bigámia szó eredete
A bigámia görög eredetű szó, jelentése kettős házasság. Bigamus a.m. „kettős házasságban bűnös”.

## A régi jogban
Bigamia interpretativa az egyházjog értelmében fennforog, ha valamely férfi oly nővel lép házasságra, aki ezen házasság előtt akár előző házasságban, akár azon kívül elvesztette szüzességét, és ezen házasságot végrehajtja; vagy pedig ha a férj nejével, aki más férfiúval házasságon kívül nemileg közösült, folytatja a nemi érintkezést.
Bigamia similitudinaria az egyházjog értelmében fennforog, ha valamely magasabb egyházi renddel bíró személy, vagy ünnepélyes fogadalmat tett szerzetes, önmagában véve semmis házasságot kötni megkísérel, s ezen külsőleg a házasság színével bíró viszony alatt valamely nővel nemileg közösül. Ezen esetben az egyházzal kötött lelki kapcsolattal állíttatik szembe a semmis házasság. A Bigamia similitudinaria bűntettből származó szabálytalanságot eredményez, amely alól az ordináriusok - püspök, káptalani helynök, világi és szerzetes prelátusok - is fölmenthetnek.

## Története a magyar jogban
Az Árpád-házi királyok korából származó törvények, dekrétumok a szemérem elleni bűncselekmények között büntetni rendelték a kettős házasságot (bigámia) is.
A Pallas nagy lexikona szerint: 

„Kettős házasság (bigamia), bűntett, melyet az követ el, aki érvényes házassági kötelékben lévén, ismét házasságra lép; valamint a nem házas is, aki tudva érvényes házassági kötelékben levő egyénnel házasságot köt. Büntetése a magyar büntető törvénykönyv szerint 3 évig terjedhető börtön; de az, aki a vele házasságra lépő felet az előbbi kötelék fennállására nézve tévedésbe ejtette, 5 évig terjedhető börtönnel büntetendő. A bűntett a házasság megkötésével követtetvén el, nem u. n. folytonos bűntett, elévülése tehát a házasság megkötésének napján venné kezdetét. A törvények azonban kivételesen azt rendelik, hogy az elévülés csak azon a napon kezdődik, amelyen a két házasság egyike megszünt, vagy érvénytelennek, v. semmisnek kimondatott. Ámbátor a magyar büntető törvénykönyv ily intézkedést nem tartalmaz, a kérdést a magyar királyi Kuria döntvényileg ily értelemben döntötte el. A törvény a lelkészt is bünteti, akit a K. körüli bűnösség terhel, és pedig szándékos közreműködés esetében 5 évig terjedhető börtönnel, gondatlanság esetében egy évig terjedhető fogházzal.”

## A hatályos magyar jogban
A 2012. évi C. törvény (Büntető törvénykönyv) 214. §-a szerint: aki házasságának fennállása alatt újabb házasságot köt, vagy aki házas személlyel házasságot köt, bűntett miatt 3 évig terjedő szabadságvesztéssel büntetendő.
Az intellektuális közokirat-hamisítás a kettős házasság bűncselekményének szükséges eszközcselekménye.